# 엘레니오 에레라
엘레니오 에레라 가빌란(스페인어: Helenio Herrera Gavilán, 1910년 4월 10일 ~ 1997년 11월 9일)는 프랑스의 축구 감독이다. 그는 아르헨티나에서 태어났지만, 그의 부모는 모두 스페인인이었다. 또한 그의 아버지는 스페인의 유명한 무정부주의자였기 때문에 망명 중이었다. 그는 4살 때 모로코의 카사블랑카로 이민을 하면서 프랑스 국적을 선택한다. 그의 정확한 생일은 알려져있지 않으며, 50대 쯤에 그의 증언에 따르면 그는 1910년에서 1916년으로 바꾸었다고 한다.

## 선수 경력
그는 수비수로 선수 생활을 했으며, 1932년에 RC 카사블랑카에서 프랑스 본토의 CASG 파리로 이적한다. 제2차 세계 대전이 일어나기 전까지 에레라(또는 H.H로 알려진)는 스타드 프랑쎄 파리와 OFC 샤르빌 (그는 여기서 국가대표팀에 두 번 뽑혔다.), 엑세시오 AC 루베에서 뛰었다. 전쟁 기간 동안엔 레드 스타 FC 93, 스타드 프랑쎄 파리, EF 파리-카피탈, 그리고 그가 선수와 감독 생활을 병행한 퓌토에서 활약했다. 그는 1945년에 은퇴했으며 비록 그의 선수 생활에서 유명세가 있던 시절은 매우 짧으나 감독이 되면서 그의 전술은 UEFA의 초창기 대회를 통해 큰 변화가 일어날 것임을 보여줬다.

## 감독 경력
퓌토에서 한 시즌을 보낸 후, 다시 그는 3시즌 동안 스타드 프랑쎄 파리의 감독으로 있었다. 이 시즌 동안 그는 어떠한 트로피도 따지 못 했기 때문에 클럽의 구단주는 그를 파는 것을 택한다. 스페인으로 이동한 그는 레알 바야돌리드와 아틀레티코 마드리드의 감독으로 있었으며, 특히 1950년과 1951년에 그는 아틀레티코 마드리드를 이끌고 리그 우승을 차지했다. 그리고 데포르티보 말라가, 데포르티보 라코루냐, 세비야 FC에서 감독을 하다가 이번에는 포르투갈로 옮겨 CF 벨레넨스스의 감독이 되었다. 포르투갈에서 2년 동안 감독을 하다가 다시 스페인으로 돌아와 FC 바르셀로나의 감독이 되었다. 그는 이 2년 동안 두 번의 두 번의 프리메라리가 우승과 1959년 코파 델 레이 우승, 1960년 인터시티스 페어스컵을 따내었다. 그러나 당시 팀 내의 스타였던 쿠벌러 라슬로와의 충돌이 있으면서 그가 클럽을 떠날 수 밖에 없었다.
그는 팀을 떠난 즉시 이탈리아로 옮겨 FC 인테르나치오날레 밀라노와 계약하였다. 그는 카를 라판의 스위스볼트로 알려진 5-3-2 베로우 전술을 발전시켜 역습 공격에 융퉁성있게 만든 카테나치오를 만든다. 그리하여 그가 있었던 8년 동안 인테르는 세 번의 세리에 A 우승과 두 번의 유러피언컵 우승, 두 번의 인터콘티넨털컵 우승을 차지하였다. 이 시기 동안 그는 스페인의 감독(1959년에서 1962년)과 이탈리아의 감독(1966년에서 1967년)도 맡았었다.
1968년에 그는 다시 AS 로마로 팀을 옮기면서 그는 연봉 15만 파운드를 받는 세계에서 가장 비싼 감독이 되었다. 첫 시즌에 코파 이탈리아를 우승하였지만, 1969년 칼리아리와의 원정 경기 후 락커룸에서 팀의 중앙공격수였던 줄리아노 타촐라가 사망하면서 당시 구단주였던 알바로 마르치니와의 사이가 틀어지게 되었다. 결국 다음 시즌에 들쭉날쭉한 리그 경기 결과 때문에 마르치니는 그를 해임했다.
그는 1973년에 다시 인테르로 돌아와 1년간 감독을 했지만, 심장 마비 증세로 인해 더 이상 감독을 하지 못 하게 되어 은퇴를 선언하고 베네치아에서 일생을 보냈다. 4년 간의 공백기 후에 그는 잠시 다시 돌아와 1979년에 리미니의 감독을 하고 마지막으로 그는 2년간 다시 바르셀로나의 감독을 한 후에 그의 감독 생활을 마쳤다.

## 영향
그는 심리적으로 그의 활력을 동기부여하는 방법을 개척하였다. 아직까지 인용되는 그의 어록 중 '전력을 다 하지 않는 자는 아무것도 가질 수 없다.', 그리고 그의 팀이 10명이 남았을 때 한 말로 '10명의 팀플레이가 11명보다 낫다.', '탁월함 + 준비 + 지능 + 활동성 = 우승'이 있다. 이 문구는 경기장의 광고판에 도배되었으며 선수들로 하여금 이를 구호로 사용하게 하였다.
또한 그는 엄격한 규칙을 시행했는데, 첫째로 그는 술을 마시는 것과 담배를 피우는 것을 금하였다. 그리고 그들의 체중도 조절하려고 했다. 그리고 인테르가 로마에 경기를 하러 왔을 때 그는 선수가 '로마에 이기러 왔다.'는 말 대신 '로마에 경기하러 왔다.'고 신문에 얘기한 선수를 출전시키지 않았다. 그는 또한 클럽의 인원들에게 선수들의 집에서 취침 점호도 하였다. 그리고 경기 전에 먼 지역의 호텔에서 빠져나와 선수들과 함께 목요일부터 일요일에 있을 경기를 준비하였다.
그는 관중들을 '12번째 선수'라고 칭한 최초의 감독들 중 하나이다. 간접적이긴 하지만, 이는 60년대 후반에 초기 서포터들의 움직임이 나타나게끔 이끌었다. 사실상 수비적이지만, 카테나치오는 숙련된 다른 이탈리아 팀들이나 카를 라판의 베로우 전술과는 약간 달랐는데 그가 풀백을(특히 자친토 파케티) 윙백이(수비적으론 스위퍼들이 지원) 되어 빠른 역습 공격을 시작했으며, 이탈리아의 전술의 주요소가 되었다. 그러나 그는 그의 팀이 수비에만 의지한다고 말하는 것을 거부한다.
그리고 팀의 경기력으로 주목을 받은 첫 번째 감독이었다. 그때까지 감독은 팀에 있어서 미미한 존재였다. 모든 팀들은 선수들이 알프레도 디 스테파노의 레알 마드리드와 같이 기사의 머릿기사를 장식하였다. 반면에 60년대의 인테르는 아직도 엘레니오 에레라의 인테르나치오날레로 언급이 된다.
2004년에 그의 미망인인 피오라 간돌피가 타칼라발라(Tacalabala)란 책을 출판하였다. 이 책은 에레라의 공책이나 일기에 있는 스케치와 필기를 모은 것이다.

## 수상 경력
모두 합쳐 그는 감독을 하면서 16개의 주요한 타이틀을 획득하였다.
- 아틀레티코 마드리드
  - 프리메라리가: 1949-50, 1950-51
  - 코파 에바 두아르테[4] : 1950
- FC 바르셀로나
  - 프리메라리가: 1958-59, 1959-60
  - 코파 델 레이: 1958-59, 1980-81
  - 인터시티스 페어스컵: 1958-60
- 인테르나치오날레
  - 세리에 A: 1962-63, 1964-65, 1965-66
  - 유러피언컵: 1964-65, 1965-66
  - 인터콘티넨털컵: 1964, 1965
- AS 로마
  - 코파 이탈리아: 1968-1969

또한 그는 생전에 세 개의 국가 대표팀에 몸담았다.
- 프랑스: 1946-1948 (가스통 바로 감독 하에서의 코치)
- 스페인: 1959-1962 (1962년 FIFA 월드컵 출전)
- 이탈리아: 1966-1967 (페루치오 발카레지와 공동)

이는 카메룬, 모로코(2회), 튀니지, 코트디부아르, 적도 기니 대표팀 감독을 맡았던 앙리 미셸이나 네덜란드, 대한민국, 오스트레일리아, 러시아, 터키 대표팀 감독을 맡았던 거스 히딩크, 멕시코, 코스타리카, 미국, 나이지리아, 중국, 온두라스, 이라크 대표팀 감독을 맡았던 보라 밀루티노비치에 밀리나 거스 히딩크가 맡은 네덜란드 국가 대표팀을 제외하고 FIFA 랭킹에 10위권 이내에 들어본 적이 있는 나라가 없다. 이에 비해 에레라는 세 팀 모두 다 10권 이내에 들었던 팀이다.

## 그 외
엘레니오 에레라의 별명인 il Mago(마술사)와 H.H(그의 이니셜을 따옴.)은 이탈리아의 스포츠 기자들이이 붙였다.(또한 그들은 에레라를 이탈리아 축구 역사상 가장 좋은 감독으로 뽑았다.) 이 이유는 그가 가끔 도발적으로 일요일의 경기 결과를 발표하고 이것이 종종 그의 예상과 맞아 떨어졌기 때문이다. 그는 동시대에 유벤투스 FC와 인테르나치오날레를 감독했던 파라과이의 축구 감독 에리베르토 에레라와는 아무런 관계가 없다.